# Justus Heinrich Bromm
Justus Heinrich Bromm (* 14. Mai 1827 in Rauschenberg; † 22. Dezember 1905 ebenda) war ein deutscher Landwirt, Bürgermeister der Stadt Rauschenberg und lutherischer Kastenmeister sowie Mitglied des Preußischen Abgeordnetenhauses. 

## Leben
Justus Heinrich Bromm war ein Sohn des Landwirts und Bäckers Karl Bromm (1799–1862) und seiner Ehefrau Elisabeth Conradi (* 1798). Er übernahm den elterlichen Landwirtschaftsbetrieb und heiratete Catharina Elisabeth Bromm (1829–1896), mit der er fünf Töchter und vier Söhne hatte.
In den Jahren von 1860 bis 1866 hatte er für die linksliberale Deutsche Demokratische Partei ein Mandat für den kurhessischen Landtag, gewählt für die Städte Frankenberg und Kirchhain als Mitglied der demokratischen Fraktion.
Für den Wahlkreis Kassel 9 hatte er in den Jahren von 1867 bis 1873 und von 1877 bis 1879 einen Sitz im Preußischen Abgeordnetenhaus. Dabei war er politisch ausgerichtet auf das linke Zentrum und später für die Deutsche Fortschrittspartei. 
Von 1875 bis 1879 hatte er als Vertreter mehrerer Städte ein Mandat für den kurhessischen Kommunallandtag des preußischen Regierungsbezirks Kassel, wo er 1877 und 1879 Mitglied des Hauptausschusses war. 
Von 1880 bis 1888 bekleidete er in seinem Heimatort Rauschenberg das Amt des Bürgermeisters. Er war dort zugleich Kämmerer.